# La canzone di Broadway
La canzone di Broadway (The Broadway Melody) è un film musicale del 1929 diretto da Harry Beaumont. Fu il primo film sonoro a vincere un Oscar come miglior film. È stato uno dei primi musical ad usare una sequenza in Technicolor, iniziando la tendenza al colore che sarà utilizzato in un turbinio di musical tra il 1929-1930. Oggi la sequenza a colori è considerata persa; rimane solo una copia in bianco e nero della pellicola completa.
La canzone di Broadway è stato il primo musical della MGM e, a Hollywood, è stato il primo film ad essere completamente sonoro (all-talking). La sceneggiatura si deve a Norman Houston e a James Gleason, basata sul soggetto di Edmund Goulding. La musica originale è di Nacio Herb Brown (parole di Arthur Freed), compresa la famosa canzone You Were Meant For Me. Bessie Love ottenne per la sua performance naturale e misurata, assai lontana dall'enfasi della pantomima muta fino ad allora predominante, la candidatura all'Oscar come migliore attrice.
La trama narra le storie d'amore di star della commedia musicale che si svolgono nel frastuono del backstage di una rivista di Broadway.
Fu il film col maggiore incasso nell'anno 1929.

## Trama
Queeney e Hank sono due sorelle ballerine di vaudeville, giunte a New York per trovare la loro grande occasione a Broadway. In città conoscono solo il loro zio Jed; ed Eddie Kearns, un uomo brillante, autore di canzoni e performer. Eddie è il fidanzato della sorella maggiore Hank, ma appena rivede la piccola Queeney ne resta folgorato: se la ricordava bambina, ma ora che è cresciuta. Il giovane prospetta alle sorelle la possibilità di una scrittura nel suo prossimo spettacolo e loro ne sono entusiaste. Le porta sul set e organizza per loro un provino, ma un'invidiosa ballerina sabota il piano e rovina tutto. Per fortuna la giovane e intraprendente Queeney rimedia, esercitando il suo fascino presso l'impresario Zanfield. Eddie intanto si sta innamorando della ragazza.
La sera del debutto, le due sorelle sono nervose, ma alla fine, nonostante qualche intoppo, tutto va bene. Queeney fa colpo su un ricco uomo d'affari, Jack Warriner, che inizia a corteggiarla. Ma anche Eddie non molla la presa e canta alla giovane ragazza la canzone You Were Meant For Me.
Warriner invita Queeney, per festeggiarne il compleanno, ad una serata danzante. Le regala un bracciale di diamanti e la fa ballare tutta la sera sulla musica delle canzoni composte da Eddie. La ragazza sembra felice di queste attenzioni, ma la sorella capisce che dietro l'apparenza, c'è ben altro. Queeney è in realtà innamorata di Eddie, ma cerca di dimenticarlo per non portarlo via alla sorella. Questa cerca di dissuaderla dal fingere, agli altri e a sé stessa. Ma Queeney è determinata. Anche quando Eddie si dichiara a lei apertamente, Queeney - che pure non nasconde la sua attrazione per lui - gli dice che non può amarlo, per via della sorella.
Alla fine è proprio Hank a scuotere Eddie, a convincerlo a lottare per Queeney, per persuaderla a mollare Warriner e a tornare da lui. È una scelta molto dolorosa per lei; ma è un sacrificio necessario per la felicità della sorella.
Eddie va da Warriner, per strappargli Queeney; ma quello lo malmena. Ciò però basta a far uscire Queeney dalla finzione: lascia il riccone, restituendogli i regali; e abbraccia il suo amato.
I due si sposano; lasciando Hank sola, ma in fin dei conti felice per aver fatto la cosa giusta. Quenney ha qualche rimorso, pensando alla sorella; ma Eddie la consola.

## Produzione
Fu prodotto dalla Metro-Goldwyn-Mayer con un budget stimato di 379.000 dollari negli studi della compagnia al 10202 di W. Washington Blvd., a Culver City.
Del film fu realizzata anche una versione muta, poiché, a quei tempi, non vi erano ancora molte sale cinematografiche con le apparecchiature audio adatte ai film sonori. Nella versione originale, il film presentava la sequenza musicale "The Wedding of the Painted Dool" in Technicolor a due colori (rosso e verde). Il colore sarebbe presto finito per essere associato con il genere del musical e ad altri numerosi film che uscirono tra il 1929 e il 1930, i quali possedevano delle sequenze a colori o erano interamente filmate a colori.

### Numeri Musicali
Le coreografie dei numeri musicali si devono a George Cunningham che, nei titoli, non venne accreditato.
- Broadway Melody
- Love Boat
- You Were Meant For Me
- Wedding of the Painted Doll
- Boy Friend
- Truthful Parson Brown
- Lovely Lady

## Distribuzione

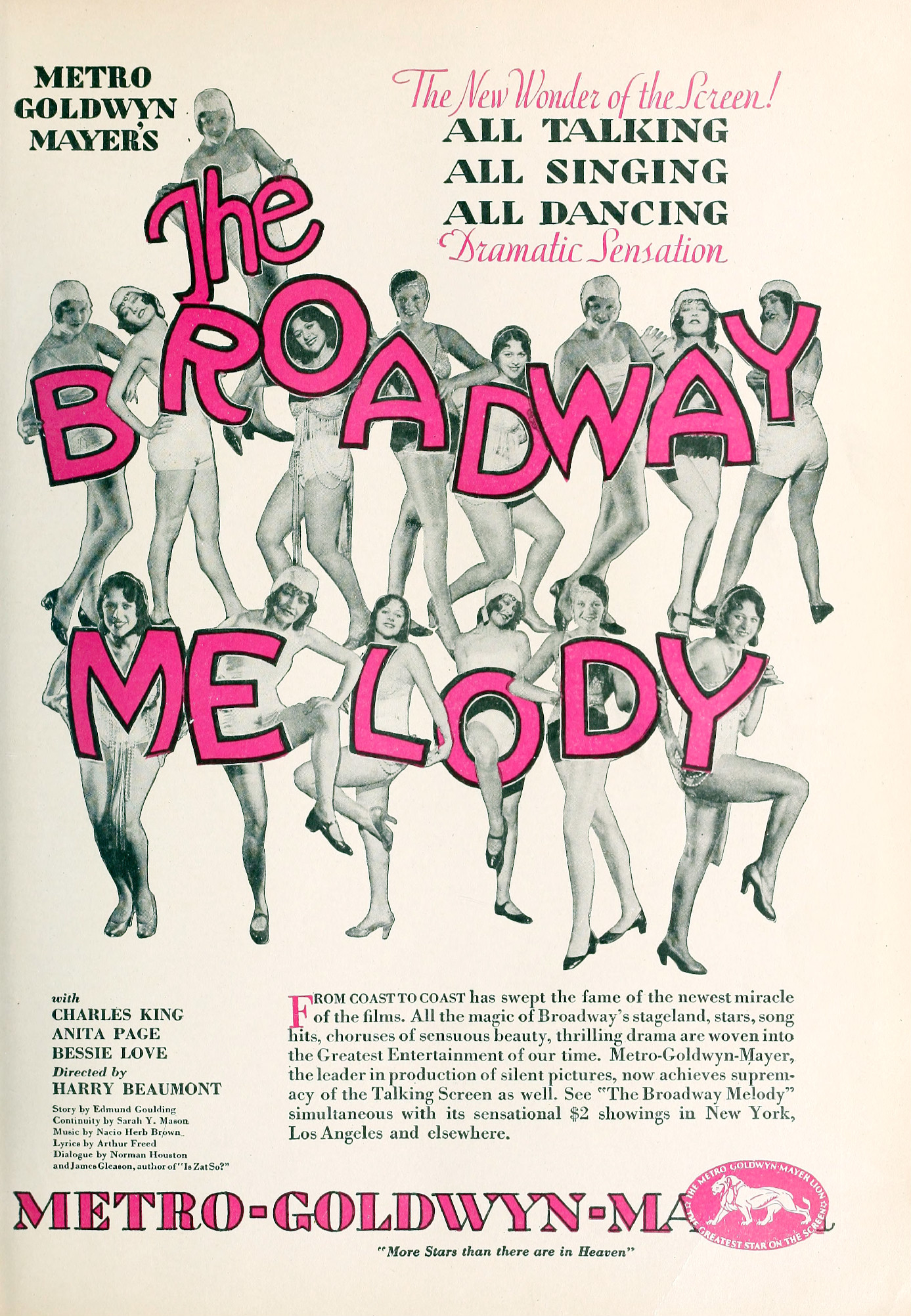
Locandina promozionale

Distribuito dalla Metro-Goldwyn-Mayer, il film fu presentato in prima a Los Angeles il 1º febbraio 1929. Alla première californiana, seguì la presentazione della pellicola sulla costa orientale, che si tenne a New York l'8 febbraio. Il film fu distribuito in tutto il mondo: nei Paesi Bassi, uscì il 10 maggio 1929, in Argentina il 29 agosto 1929, in Finlandia il 7 ottobre 1929. Nel 1930, venne presentato anche in Danimarca (22 aprile) e in Portogallo (23 ottobre).

### Accoglienza
Il film ha avuto un successo notevole. È stato il film che ha incassato di più nel 1929, vincendo anche l'Oscar al miglior film. Storicamente, è spesso considerato il primo esempio completo del musical di Hollywood. Tuttavia, è stato sin da allora considerato come un film debole poiché eccessivamente melodrammatico. Già nel 1929, gli stereotipi del backstage e dello show-bisness erano considerati poco innovativi. Molti ritengono che il motivo principale per il suo successo agli Oscar fu dovuto al fatto che le altre pellicole con cui gareggiava fossero ugualmente di poco effetto. Filmsite.org descrive l'Oscar 1929 come segue: "Il film nominati per i premi di quest'anno sono stati alcuni dei film più deboli nella storia del cinema americano, riflettendo il caos della transizione dal cinema muto al cinema sonoro".
La pellicola gioca un ruolo importante nel film Cantando sotto la pioggia, che ne riprende la musica, tra cui la canzone You were ment for me. Anche The Dogway Melody ha anche molte scene basate su La canzone di Broadway.
I manifesti che pubblicizzavano il film come All talking, all singing, all dancing hanno dato origine all'idioma inglese "all singing, all dancing", che significa "pieno di vitalità".

### Riconoscimenti
- 1930 (aprile) - Premio Oscar
  - Miglior film alla MGM
  - Nomination Migliore regia a Harry Beaumont
  - Nomination Miglior attrice protagonista a Bessie Love